# JM

För den akademiska examen, se juris magister.  
JM AB är projektutvecklare, byggherre och byggentreprenör av bostäder och bostadsområden. Företaget grundades 1945 som John Mattsons Byggnads AB av byggnadsingenjören John Mattson. 
Verksamheten är fokuserad på nyproduktion av bostäder med tyngdpunkt på storstadsområden och universitetsorter i Sverige, Norge och Finland. JM omsätter cirka 13 miljarder och har cirka 2 000 anställda. Huvudkontoret ligger på Mathildatorget 9 i Solna.
Bolaget såldes 1965 av John Mattson till AB Industrivärden. JM noterades på Stockholmsbörsen (OMX) 1982 och 1987 sålde Industrivärden sitt innehav till Skanska. År 2000 sålde Skanska sitt innehav av aktier. Huvudkontoret finns i Solna. Mikael Åslund är VD. JM AB är ett publikt bolag noterat på Nasdaq OMX Stockholm, segmentet Large Cap.
JM producerar idag framförallt bostäder men har även byggt en rad köpcenter samt bland annat Kolmårdens djurpark, Wenner-Gren Center, Kulturhuset i Stockholm och delar av Hötorgscity (då under John Mattsons tid).
Under 2020 produktionsstartade JM cirka 3 200 bostäder varav majoriteten i Sverige. Bland projekten kan nämnas Liljeholmskajen i Stockholm, Dockan i Malmö samt Norra Älvstranden i Göteborg.